# Micropsectra junci
Micropsectra junci är en tvåvingeart som först beskrevs av Johann Wilhelm Meigen 1818.  Micropsectra junci ingår i släktet Micropsectra och familjen fjädermyggor. Arten är reproducerande i Sverige. Inga underarter finns listade i Catalogue of Life.